# Swanky Tunes
Swanky Tunes est un trio de disc jockeys et producteurs russes, composé de Vadim Shpak, Dmitry Burykin et Stanislav Zaytsev, actif depuis 1998.
Le trio est propriétaire du label Showland, sous-label d'Armada Music, et possède un podcast hebdomadaire du même nom.
En 2006 et 2007, le groupe est nommé « Meilleur groupe musical russe » aux Dance Music Awards.
Plus de cinquante singles ont été réalisés depuis la création du groupe, dont No one knows who we are, l'un des plus connus, qui atteignit la 6e place du top 100 sur Beatport.
Après être classé 97e en 2015 au classement de popularité de DJ Magazine, le trio réalise la meilleure progression l'année suivante avec 70 places de gagnées.

## Discographie

### Singles et EP
- 2007 : I Am Love EP [Avangardia]
- 2007 : No More Fear [Scream And Shout Recordings]
- 2008 : Acid Trip (avec Hard Rock Sofa) [Send Records]
- 2009 : Old Skool [Juicy Music]
- 2009 : Zodiac [Unreleased Digital]
- 2009 : Get Up & Shout [Portamento Records]
- 2009 : Collayder [Delicious Garden Recordings]
- 2009 : Hyperspace [Serial Records]
- 2009 : Harmony Of Life [Sweet Cherry Music]
- 2009 : Perseus EP [Emotive Sounds]
- 2009 : Venture [The Mansion Recordings]
- 2009 : The Prophecy [Unreleased Digital]
- 2010 : Rave-O-Phonic [The Mansion Recordings]
- 2010 : Waves [Housession Records]
- 2010 : Across The Light [Mixmash Records]
- 2010 : Select Start (avec Hard Rock Sofa) [Nervous Records]
- 2010 : Rhea (avec Hard Rock Sofa) [Mutants]
- 2011 : Thank You / Labyrinth (avec Hard Rock Sofa) [Cr2 Records]
- 2011 : Oh Yeah / Skyquake [Spinnin' Records]
- 2011 : Avalon [Refune Music]
- 2011 : Together (feat. Mr. V.I.) [Mixmash Records]
- 2011 : Steam Gun [Dirty Dutch Music]
- 2011 : Xoxo [Serial Records]
- 2011 : Smolengrad / United (avec Hard Rock Sofa) [Size Records]
- 2011 : Sending My Love (avec R3hab feat. Max C) [Wall Recordings]
- 2011 : I Wanna Be Your Dog (avec Hard Rock Sofa) [Doorn Records]
- 2011 : Phantom (avec Hard Rock Sofa) [Pool E Music]
- 2012 : The Legend (avec Matisse & Sadko) [Refune Music]
- 2012 : Apogee (avec Hard Rock Sofa) [Spinnin' Records]
- 2012 : I Wanna Be Your Dog (avec Hard Rock Sofa) [Serial Records]
- 2012 : Make Some Noise (avec Tiësto feat. Ben McInerney Of New Navy) [Musical Freedom]
- 2012 : The Edge (avec Hard Rock Sofa) [Wall Recordings]
- 2012 : Here We Go (avec Hard Rock Sofa) [Axtone Records]
- 2012 : Blood Rush [Showland Records]
- 2012 : Chemistry (Turn The Flame Higher) (avec Hard Rock Sofa et Matisse & Sadko) [Showland Records]
- 2012 : No One Knows Who We Are (avec Kaskade feat. Lights) [Ultra]
- 2013 : You Are Like Nobody Else (avec Peking Duk feat. James McNally) [Showland Records]
- 2013 : We Know (avec DVBBS & Eitro) [Showland Records]
- 2013 : Stop My Mind (avec Hard Rock Sofa) [Showland Records]
- 2013 : Scratch [Spinnin' Records]
- 2014 : Jump, Shout, Make It Loud [Showland Records]
- 2014 : Full House [Spinnin' Records]
- 2014 : Pump [Spinnin' Records]
- 2014 : Get Down (avec Vigel) [Doorn Records]
- 2014 : Fire In Our Hearts (feat. C. Todd Nielsen) [Revealed Recordings]
- 2014 : Fix Me (feat. Raign) [Effective Records]
- 2015 : Wherever U Go (feat. Pete Wilde) [Showland Records]
- 2015 : Keep The Vibe [Showland Records]
- 2015 : LOV3 [Showland Records]
- 2015 : Come Together [Showland Records]
- 2015 : Last Goodbye (avec Tom Swoon) [Ultra]
- 2015 : The Blitz (avec Sunstars) [Wall Recordings]
- 2015 : Skin & Bones (feat. Christian Burns) [Showland Records]
- 2015 : I Need U (avec Playmore) [Doorn Records]
- 2015 : Far From Home (avec Going Deeper) [Armada Music]
- 2015 : At The End Of The Night (avec Arston feat. C. Todd Nielsen) [Armada Music]
- 2016 : Out Of Gravity (avec Yves V) [Showland Records]
- 2016 : Give It [Showland Records]
- 2016 : Entertain Us (avec Far East Movement) [Dim Mak Records]
- 2016 : Drownin' (avec Going Deeper) [Showland Records]
- 2016 : Treble To The Bass (LOV3) (feat. Shimmr) [Showland Records]
- 2016 : One World (avec Dropgun feat. Raign) [Armada Music]
- 2016 : You (avec Tom Reason) [Showland Records]
- 2017 : Yesterday [Showland Records]
- 2017 : Till The End (avec Going Deeper) [Universal Music]
- 2017 : I Won't Be Alone (avec Daishi Dance et Tora) [Showland Records]
- 2017 : Chipa-Lipa (avec The Parakit) [Ultra]
- 2017 : One Million Dollars (avec Going Deeper) [Hexagon]
- 2017 : Daydreaming (avec Going Deeper feat. Tom Bailey) [Showland Records]
- 2017 : Get Swanky EP [Showland Records]
- 2017 : Time [Hexagon]
- 2018 : Drop It [Spinnin' Premium]
- 2018 : Rooftop Party (avec Dirtcaps) [Revealed Recordings]
- 2018 : In The Club [Hexagon]
- 2018 : Collusion (avec Morgan Page) [Armada Music]
- 2018 : Didzhey (avec Temnikova) [Effective Records]
- 2019 : Big Love To The Bass [Fonk Recordings]
- 2019 : Virus [Protocol Recordings]
- 2019 : Supersonic (feat. Christian Burns) [Spinnin' Records]
- 2019 : U Got Me Burning [Hysteria]
- 2019 : Take Me Away [Sony Music]
- 2019 : Blow [Hussle Recordings]
- 2019 : I'll Live On (feat. Jantine) [Effective Records]
- 2019 : Sugar (avec George Fetcher) [Effective Records]
- 2019 : Game Time (avec Nssnd et LexBlaze) [Protocol Recordings]
- 2019 : Moonlight (avec Ya Rick) [Sony Music]
- 2019 : You Don't Know Me [Future House Music]
- 2020 : Over & Over [Kontor Records]
- 2020 : Fire (avec Harddope) [Sony Music]
- 2020 : The Illest (avec Laidback Luke) [Mixmash Records]
- 2020 : Poison [Fonk Recordings]
- 2020 : Waste My Time (avec Ivan) [Effective Records]
- 2020 : Bring O' Boy (avec Cat Dealers) [Sony Music]
- 2020 : Offbeat [Generation Smash]
- 2020 : Own The Night (avec Jac & Harri) [Revealed Recordings]
- 2020 : Tired [Sony Music]
- 2020 : Better Now (avec Teddy Cream) [Hussle Recordings]
- 2020 : Love Yourself (avec Going Deeper) [Musical Freedom]
- 2020 : No Problems [Generation Hex]
- 2020 : Russian Roulette (avec Going Deeper et Rompasso) [Generation Hex]
- 2020 : Human [Effective Records]
- 2021 : Drown (avec Toby Callum) [Revealed Recordings]
- 2021 : Till One [Sony Music]
- 2021 : Your Love [Hexagon]
- 2021 : Vryvayus' (avec Cosmo & Skoro) [Effective Records]
- 2022 : Style [Revealed Recordings]
- 2022 : I Love The Way You Move [Hysteria]
- 2022 : Ready Or Not (avec Smack feat. Ayah Marar) [Spinnin' Records]
- 2022 : Never Look Back (avec Jeddak) [Soave]

### Remixes
- 2007 : Ibiza Dogs - Boogie Nights (Swanky Tunes Remix) [Kult]
- 2008 : Treat Brothers feat. Satory Seine & Drive Dealers - Addiction (Swanky Tunes Remix) [Send Records]
- 2009 : Max Creative & DJ Cross - Rock This (Swanky Tunes Remix) [Relax Recordings]
- 2009 : Beltek - Monstrum (Swanky Tunes Remix) [Unreleased Digital]
- 2009 : Cherry Lips & Marcus Firelli - 2 Stars (Swanky Tunes Remix) [Clubstream Red]
- 2009 : 2 The Rhythm - Everybody (In The Club) (Swanky Tunes Remix) [System Recordings]
- 2009 : Niklas Gustavsson & Ludvig Holm - Ripple (Swanky Tunes Remix) [S2 Records]
- 2009 : Alex Vives - The Dangerous Man (Swanky Tunes Remix) [Send Records]
- 2009 : Hard Rock Sofa - Let Me Go (Swanky Tunes Remix) [PinkStar Records]
- 2009 : Artego - Summer Bang (Swanky Tunes Remix) [Glory.Effect]
- 2009 : Jorge Martin S - Tuturara (Swanky Tunes Remix) [Delicious Garden Recordings]
- 2009 : Hard Rock Sofa - Barely Holding On (Swanky Tunes Remix) [PinkStar Records]
- 2010 : Peter Brown - I'll House U (Swanky Tunes Remix) [Suka Records]
- 2010 : Tune Brothers feat. Anthony Locks - I Like It (Swanky Tunes Remix) [Housesession Records]
- 2010 : Moussa Clarke & John Ashby - And The Beat Goes On (Swanky Tunes Remix) [Cubrik]
- 2010 : Algorhythm feat. Gosha - U Can (Swanky Tunes Remix) [Hotfingers]
- 2010 : Nicola Fasano vs. Frank O'Moiraghi - Feel My Body (Swanky Tunes Remix) [Jolly Roger]
- 2010 : Antonio Falcone - Now That We Found Love (Swanky Tunes Remix) [Jolly Roger]
- 2010 : Hard Rock Sofa - Live Today (Swanky Tunes Remix) [PinkStar Records]
- 2010 : Gio Di Leva, Christian Cheval & Nello Simioli - Gaya (Adiemus) (Swanky Tunes Remix) [Vendetta Records]
- 2010 : DJ She vs. Vlad Topalov - Satisfied (Swanky Tunes Remix) [Emotive Sounds]
- 2010 : Muzikjunki - All The Time (Swanky Tunes Remix) [Wazzup? Records]
- 2010 : Josh The Funky 1 feat. Corey Andrew - Alright (Swanky Tunes Remix) [Funktion Recordings]
- 2010 : Stafford Brothers & Jason Herd feat. Ollie James - Can't Stop What We Started (Swanky Tunes Remix) [Hussle Recordings]
- 2010 : Lock N Load - Blow Ya Mind (Swanky Tunes Remix) [Selekted Music]
- 2010 : The Beatthiefs & Jonathan Ulysses feat. Cherie Gardner - Pressure (Swanky Tunes Remix) [Used Records]
- 2010 : Steve Forest vs. X-Static - I'm Standing (Swanky Tunes Remix) [Do It Yourself]
- 2010 : Steve Forest, Laera & Nicola Fasano - Jolly Roger Symphony (Swanky Tunes Remix) [Do It Yourself]
- 2010 : Laidback Luke feat. Jonathan Mendelsohn - Timebomb (Swanky Tunes Remix) [Mixmash Records]
- 2011 : Flash Brothers feat. Casey Barnes - Don't Stop (Swanky Tunes Remix) [Agnosia Records]
- 2011 : Jus Jack - Feel The Love (Swanky Tunes Remix) [Moda Records]
- 2011 : Steve Forest vs. Chriss Ortega feat. Marcus Pearson - Close To Me (Swanky Tunes Remix) [Do It Yourself]
- 2011 : Hard Rock Sofa - New Philosophy (Swanky Tunes Remix) [U-Boot]
- 2011 : Brown Sugar & Kid Shakers feat. LT Brown - It's My Life (Swanky Tunes Remix) [Stealth Records]
- 2011 : Junior Sanchez feat. Karmen - I Believe In (Swanky Tunes Remix) [Size Records]
- 2011 : Danny Dove - Trust Me (Swanky Tunes Remix) [Caballero Recordings]
- 2011 : Tom Geiss & Mark Simmons feat. Polina - Dream On (Swanky Tunes Remix) [NumberOneBeats Records]
- 2011 : The Cruzaders & Dirty Basics feat. Shawnee Taylor - I'll Be There (Swanky Tunes Remix) [PinkStar Records]
- 2011 : Tiësto - Maximal Crazy (R3hab & Swanky Tunes Remix) [Musical Freedom]
- 2011 : Dada Life - Happy Violence (Swanky Tunes Remix) [So Much Dada]
- 2011 : Kaskade feat. Mindy Gledhill - Eyes (Swanky Tunes Remix) [Ultra]
- 2012 : Doman & Gooding - Hit Me With The Lights (Swanky Tunes Remix) [Superficial]
- 2012 : Tonite Only - Go (Swanky Tunes Remix) [Downright]
- 2012 : Filatov - Back In The Love (Swanky Tunes Remix) [Kingdom Kome Cuts]
- 2014 : Steve Forest - Tatanka (Swanky Tunes Edit) [Showland Records]
- 2014 : Arston - Star Warz (Swanky Tunes Edit) [Showland Records]
- 2016 : Vigiland - Pong Dance (Swanky Tunes Remix) [Universal Music]
- 2016 : Armin van Buuren feat. Kensington - Heading Up High [Armind]
- 2016 : Cheat Codes & Dante Klein - Let Me Hold You (Turn Me On) (Swanky Tunes Remix) [Spinnin' Remixes]
- 2017 : Rose Villain - Geisha (Swanky Tunes Remix) [Virgin]